# حارة عصر العليا (صنعاء)
حارة عصر العليا هي إحدى حارات حي عصر العليا بمديرية الوحدة إحد مديريات العاصمة اليمنية صنعاء، بلغ تعداد سكانها 387 نسمة حسب تعداد اليمن لعام 2004.